# André Filipe Bernardes Santos
André Filipe Bernardes Santos (Torres Vedras, Sobreiro Curvo, 2 de março de 1989) é um futebolista português.

## Títulos
União de Leiria
- Campeonato Português - II Divisão: 2008-09

## Vida pessoal
Entre Junho de 2012 e Novembro de 2018 manteve uma relação com a apresentadora Iva Catarina da Silva Lamarão.